# آن ماري غريت
آن ماري غريت (بالفرنسية: Anne-Marie Garat)‏‏ (9 أكتوبر 1946 في بوردو - 26 يوليو 2022) كاتِبة، وروائية، ومُدرسة من فرنسا.

## الجوائز
- جائزة فيمينا الأدبية
- جائزة رينودو لطلاب المدرسة الثانوية  [لغات أخرى]‏